# Zodarion couseranense
Zodarion couseranense är en spindelart som beskrevs av Robert Bosmans 1997. Zodarion couseranense ingår i släktet Zodarion och familjen Zodariidae.
Artens utbredningsområde är Frankrike. Inga underarter finns listade i Catalogue of Life.